# Herbert Trube
Herbert Trube (Estados Unidos, 3 de septiembre de 1886-13 de julio de 1959) fue un atleta estadounidense, especialista en la prueba de 3 millas por equipo en la que llegó a ser subcampeón olímpico en 1908.

## Carrera deportiva
En los JJ. OO. de Londres 1908 ganó la medalla de plata en las 3 millas por equipo, logrando un total de 19 puntos, llegando a meta tras Reino Unido (oro) y por delante de Francia (bronce), siendo sus compañeros de equipo: George Bonhag y John Eisele.